# Naoto Kan
Naoto Kan (jap. 菅 直人 Kan Naoto; ur. 10 października 1946 w Ube w prefekturze Yamaguchi) – japoński polityk, poseł do Izby Reprezentantów, członek założyciel Partii Demokratycznej, w latach 1996–1999, 2002–2004 oraz od 2010 jej przewodniczący. Od 11 stycznia do 7 listopada 1996 minister zdrowia i pracy w rządzie Ryūtarō Hashimoto; od 6 stycznia do 8 czerwca 2010 minister finansów w rządzie Yukio Hatoyamy. Premier Japonii od 8 czerwca 2010 do 2 września 2011.

## Edukacja i praca zawodowa
Naoto Kan urodził się w 1946 w prefekturze Yamaguchi na południu Japonii jako syn kierownika fabryki. W marcu 1970 ukończył fizykę w Tokijskim Instytucie Technologii. Miesiąc później rozpoczął pracę w urzędzie patentowym. W grudniu 1971 zdał egzamin państwowy, po czym w kwietniu 1974 otworzył własne biuro patentowe.
Naoto Kan jest żonaty, ma dwóch synów.

## Działalność polityczna
Kan zaangażował się w działalność społeczną i polityczną w drugiej połowie lat 70. XX w., skupiając się szczególnie na sprawach związanych z ochroną środowiska. W przeciwieństwie do wielu japońskich oficjeli nie pochodził z rodziny o tradycjach politycznych, nie był także nigdy związany z rządzącą Partią Liberalno-Demokratyczną. W początkowym okresie swojej kariery politycznej był członkiem mniejszych opozycyjnych lewicowych partii politycznych.
W 1976 po raz pierwszy wziął udział w wyborach do Izby Reprezentantów, niższej izby japońskiego parlamentu. W roku następnym również bez powodzenia ubiegał się o mandat w Izbie Radców (izba wyższa). W 1979 roku po raz drugi przegrał wybory do Izby Reprezentantów. Dopiero rok później, w czasie wyborów w 1980 roku, został posłem do Izby Reprezentantów z okręgu Tokio nr 18, jako przedstawiciel Federacji Socjalistyczno-Demokratycznej (jap. 社会民主連合 Shakai-minshu-rengō). Od tego czasu przez kolejnych 10 kadencji izby zasiada nieprzerwanie w parlamencie. W 1993 pełnił w nim funkcję przewodniczącego Komisji Spraw Zagranicznych, a w 1995 członka Stałej Komisji Dyscyplinarnej.
W styczniu 1994 wstąpił do Nowej Partii Sakigake. W marcu 1994 został członkiem Stałego Komitetu partii, a miesiąc później przewodniczącym Komitetu ds. Polityki Programowej i Badań.
Od stycznia do listopada 1996 roku zajmował stanowisko ministra zdrowia i pracy w koalicyjnym rządzie premiera Ryūtarō Hashimoto. Na stanowisku tym zyskał uznanie opinii publicznej po tym, jak ujawnił skandal związany ze skażonymi produktami medycznymi. Doprowadził do publikacji dokumentów obarczających rząd winą za dopuszczenie do użytku produktów medycznych zainfekowanych wirusem HIV (m.in. w celu transfuzji krwi).
We wrześniu 1996 roku został jednym z założycieli i współprzewodniczącym Partii Demokratycznej. W kwietniu 1998 roku został wybrany przewodniczącym Partii Demokratycznej, pełniąc tę funkcję do września 1999. Na stanowisko to powrócił w grudniu 2002. Kierował partią w czasie wyborów parlamentarnych w 2003 roku. 10 maja 2004 zrezygnował ze stanowiska po tym, jak wyszło na jaw, że przez 10 miesięcy nie odprowadzał podatku od swoich dochodów w czasie pełnienia funkcji ministra zdrowia. Jako pokutę za przewinienie ogolił głowę, przyodział buddyjski strój i odbył pielgrzymkę po świątyniach na wyspie Sikoku. Jako polityk, w związku ze swoim wybuchowym charakterem, zyskał sobie przydomek „Ira-Kan”.
Po wygranej Partii Demokratycznej w wyborach parlamentarnych w sierpniu 2009 roku i odsunięciu po ponad 50 latach od władzy Partii Liberalno-Demokratycznej, 16 września 2009 objął stanowisko wicepremiera oraz ministra ds. strategii narodowej, polityki gospodarczej i fiskalnej w gabinecie premiera Yukio Hatoyamy. Stanął również na czele Biura Strategii Narodowej, nadzorującego opracowywanie polityki rządu i budżetu. 6 stycznia 2010 został mianowany wicepremierem oraz ministrem finansów.

## Premier Japonii

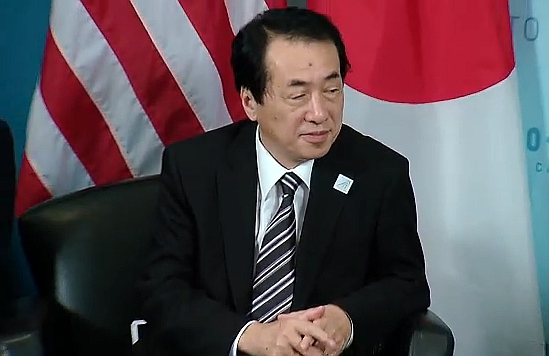
Naoto Kan na konferencji prasowej po szczycie G-20 w Toronto

2 czerwca 2010, po 8 miesiącach sprawowania rządów, premier Yukio Hatayoma ogłosił swoją rezygnację ze stanowiska. Powodem decyzji było niespełnienie obietnic wyborczych dotyczących likwidacji lub przeniesienia amerykańskiej bazy wojskowej Futenma na wyspie Okinawa, a także zobowiązań dotyczących poprawy sytuacji gospodarczej kraju. Głosy wzywające premiera do rezygnacji pojawiły się także w szeregach samej Partii Demokratycznej, jako że przed lipcowymi wyborami do Izby Radców, poparcie dla premiera spadło do ok. 17%.
Po rezygnacji Hatoyamy, Kan był głównym kandydatem do stanowiska nowego lidera partii oraz szefa rządu. 3 czerwca 2010 jego dwaj potencjalni rywale, minister spraw zagranicznych Katsuya Okada oraz minister transportu Seiji Maehara udzielili mu poparcia, co w praktyce przesądzało o jego wygranej.
4 czerwca 2010 Kan został wybrany nowym przewodniczącym Partii Demokratycznej. W głosowaniu pokonał, stosunkiem głosów 291 do 129, jedynego swojego rywala Shinji Tarutoko, szeregowego członka Partii Demokratycznej i przewodniczącego Komisji Ochrony Środowiska w Izbie Reprezentantów. Tego samego dnia Kan został wybrany na stanowisko szefa rządu przez obie izby japońskiego parlamentu. W głosowaniu pokonał lidera opozycji Sadakazu Tanigakiego. Zapowiedział skupienie się na sprawach reform gospodarczych i opieki społecznej. Oznajmił, że sojusz ze Stanami Zjednoczonymi pozostanie podstawą japońskiej dyplomacji.
8 czerwca 2010 przedstawił skład gabinetu; 11 spośród 17 ministrów wchodziło w skład poprzedniego rządu Hatoyamy. Tego samego dnia premier i rząd zostali zaprzysiężeni na stanowiskach przez cesarza Akihito. Premier Kan zdeklarował wolę uczynienia z Japonii bardziej „energicznego” państwa, przebudowę jej finansów oraz zmniejszenie długu publicznego. Zobowiązał się do poprawy stosunków ze Stanami Zjednoczonymi oświadczając, że jego rząd obstaje przy porozumieniu z USA o przeniesieniu bazy wojskowej w północny rejon Okinawy w celu „złagodzenia ciężaru” dla mieszkańców wyspy. Zmiana na stanowisku premiera przyczyniła się do częściowej poprawy ocen pracy rządu i wzrostu notowań Partii Demokratycznej przed wyborami do Izby Radców.
Jednak w wyniku wyborów z 11 lipca 2010 Partia Demokratyczna utraciła większość mandatów w Izbie Radców. Porażka w wyborach spowodowała zorganizowanie wyborów przewodniczącego partii. 14 września 2010 premier Kan uzyskał reelekcję na stanowisku lidera Partii Demokratycznej, co pozwoliło mu także utrzymać urząd szefa rządu. Swojego rywala Ichirō Ozawę, byłego przewodniczącego partii, pokonał stosunkiem głosów 721 do 491.
W marcu 2011 Japonię dotknęła największa katastrofa od czasu II wojny światowej. Trzęsienie ziemi u wybrzeży Honsiu wywołało potężną falę tsunami, w wyniku czego doszło m.in. do awarii elektrowni atomowej w Fukushimie.
W kolejnych miesiącach po katastrofie pod adresem premiera zaczęły pojawiać się oskarżenia ze strony opozycji o nieradzeniu sobie z zadaniem odbudowy zniszczeń oraz niewłaściwym zarządzaniu skutkami awarii jądrowej. Opinię tę w sondażach podzielało większość badanych. 2 czerwca 2011 w parlamencie, z inicjatywy opozycyjnej Partii Liberalno-Demokratycznej, odbyło się głosowanie nad wotum zaufania dla rządu. Kan, dopiero tuż przed głosowaniem pozyskał poparcie wszystkich członków własnej partii, również rozczarowanych jego polityką. Poparcie zdobył jednak dzięki złożeniu obietnicy rezygnacji ze stanowiska szefa rządu w przyszłości, po przyjęciu kluczowych dla gospodarki i odbudowy kraju ustaw.
26 sierpnia 2011 parlament przyjął dwie wspomniane wyżej ustawy, dotyczące budżetu oraz energii odnawialnej. Tego samego dnia premier Kan ogłosił swoją rezygnację ze stanowiska szefa partii, a w perspektywie stanowiska szefa rządu. 29 sierpnia 2011 nowym przewodniczącym Partii Demokratycznej został wybrany minister finansów Yoshihiko Noda, a premier Kan razem z całym gabinetem podał się do dymisji. 30 sierpnia 2011 parlament wybrał Nodę na stanowisko nowego szefa rządu. Objął on urząd 2 września 2011.